# Progresu (okręg Călărași)
Progresu – wieś w Rumunii, w okręgu Călărași, w gminie Sohatu. W 2011 roku liczyła 1307 mieszkańców.